# Lijst van rivieren in Zuid-Soedan
Dit is een lijst van rivieren in Zuid-Soedan. De rivieren in deze lijst zijn geordend naar drainagebekken en de opeenvolgende zijrivieren zijn ingesprongen weergegeven onder de naam van elke hoofdrivier.
De hydrologie van het oostelijk deel van Zuid-Soedan is enigszins complex door de Sudd, een uitgestrekt moerasland waarin de stromen van verschillende rivieren samenvloeien, die vervolgens niet meer van elkaar te onderscheiden zijn. Een groot deel van het water dat de Sudd binnenstroomt gaat verloren door verdamping, maar uiteindelijk wordt een deel van het water afgevoerd via de Witte Nijl. Negentig procent van Zuid-Soedan maakt deel uit van het Witte-Nijlbekken. De drie belangrijkste steden van Zuid-Soedan liggen langs de Witte Nijl of een grote zijrivier.

## Middellandse Zee
- Nijl (Egypte, Soedan)
  - Witte Nijl
    - Adar
      - Macharmoerassen
        - Yabus
        - Daga
        - Khor Machar

    - Sobat
      - Baro
        - Jikawo

      - Pibor
        - Akobo
        - Agwei
          - Abara
          - Kongkong

        - Kangen
        - Lotilla
          - Veveno

    - Bahr el Zeraf
    - Bahr el Ghazal
      - Kiir (Bahr al-Arab)
        - Lol
          - Sopo
            - Kuru

          - Pongo

      - Jur
        - Sue
        - Waw Nahr
        - Numatinna

    - Lau
    - Gel
    - Aswa (Achwa)

## Stromend in deSuddmoerassen
- Koss
- Kidepo
- Medikiret

## Endoreïsche bekkens

### Turkanameer
- Kibish